# Поповка (Кантемирский район)
Поповка (рум. Popovca) — село в Кантемирском районе Молдавии. Наряду с сёлами Лингура и Крэчун входит в состав коммуны Лингура.

## География
Село расположено на высоте 158 метров над уровнем моря.

## Население
По данным переписи населения 2004 года, в селе Поповка проживает 6 человек (4 мужчины, 2 женщины).
Этнический состав села:
| Национальность | Число жителей | Процентный состав |
| -------------- | ------------- | ----------------- |
| молдаване      | 6             | 100.0             |
| Всего          | 6             | 100%              |